# Apfelträger

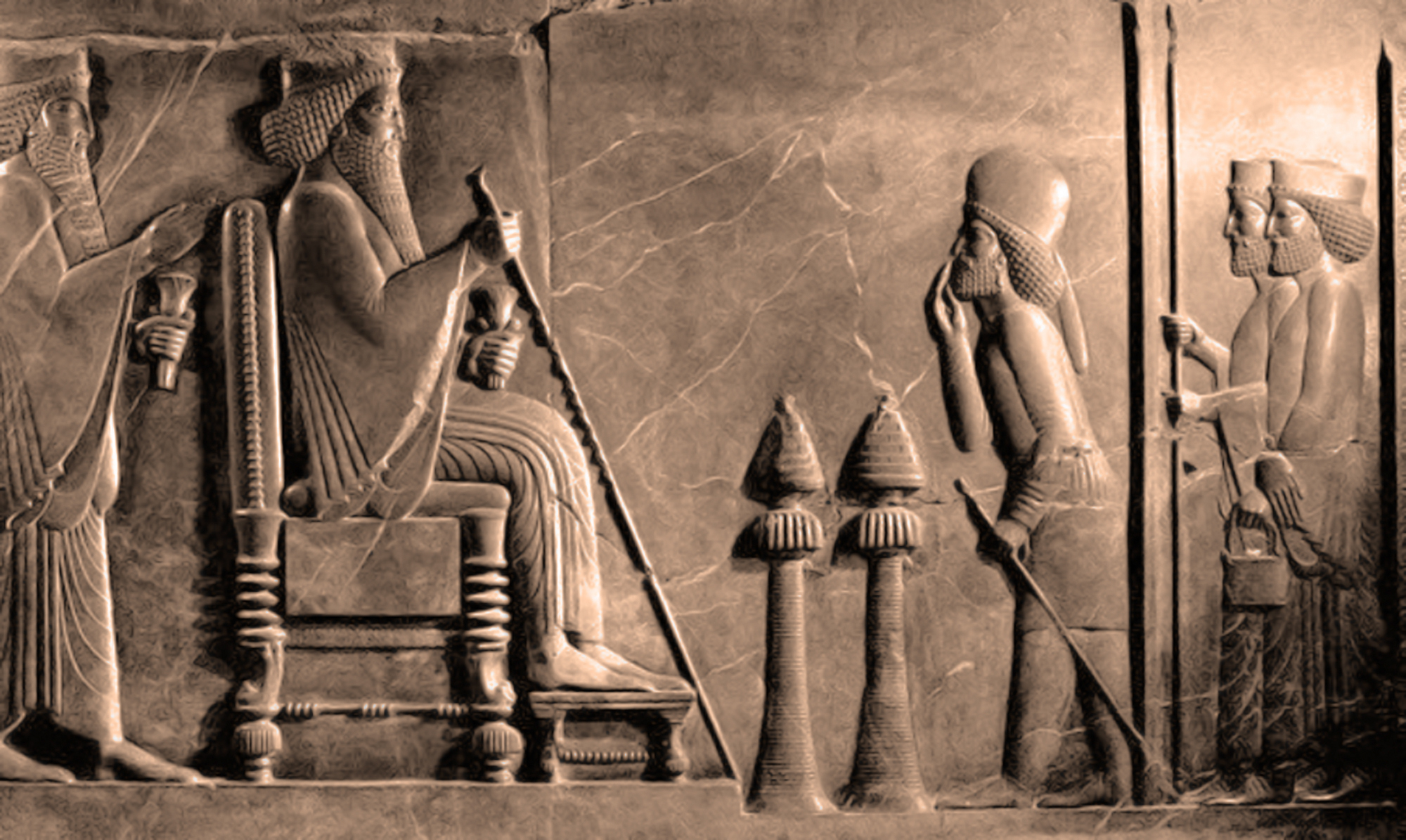
Der Großkönig empfängt seinen Hofverwalter zur Audienz. Rechts stehen zwei Apfelträger als Leibgarde. Das Apadanarelief von Persepolis wird an seinem hier nicht sichtbaren linken Rand ebenfalls von zwei Apfelträgern flankiert.

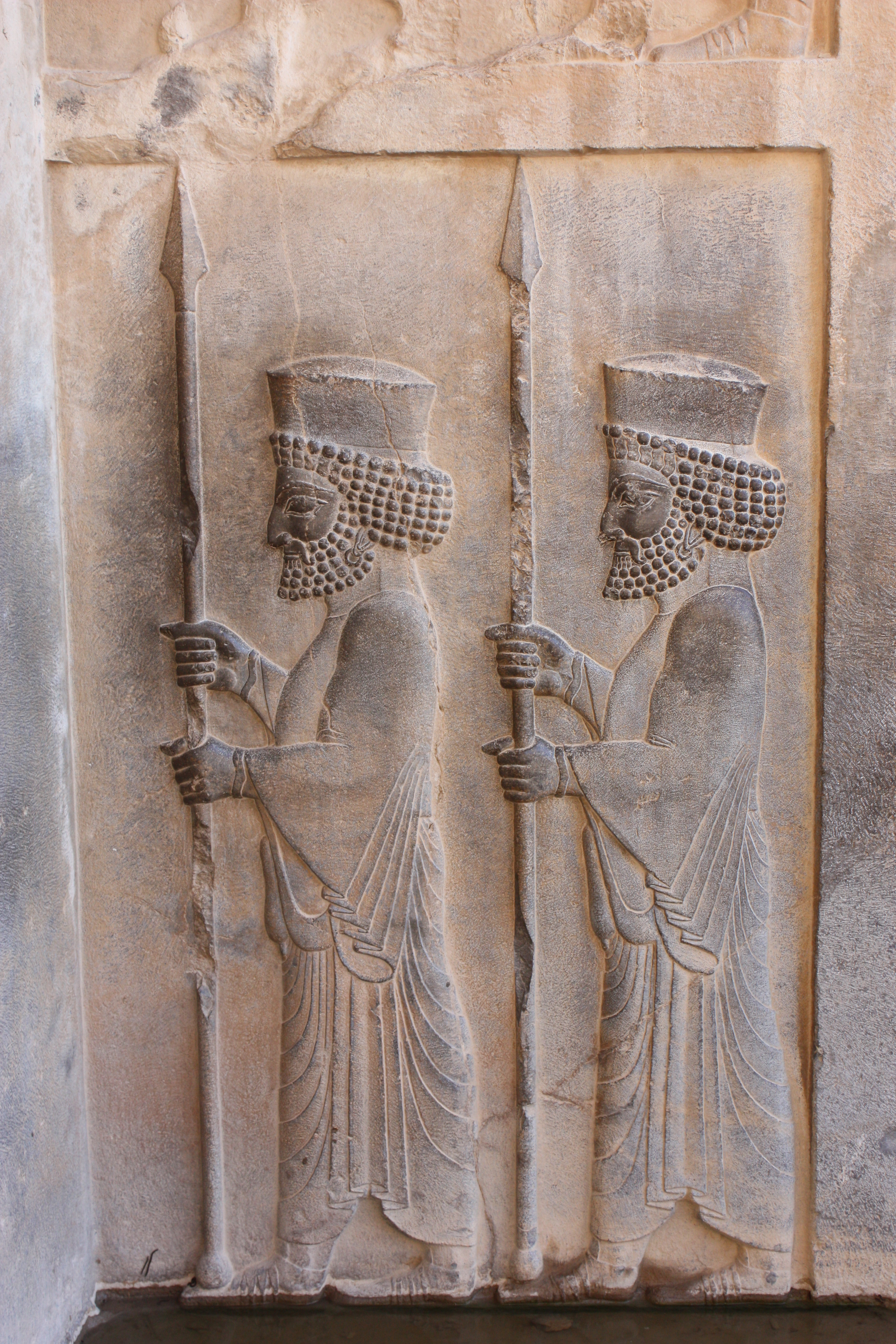
Zwei Gardisten der Apfelträger, dargestellt im Felsrelief am Grabmal des Artaxerxes III., der von Bagoas ermordet wurde.

Die so genannte Apfelträgergarde war nach griechischen Überlieferungen das Gardekorps der Großkönige des Altpersischen Reichs (Achämenidenreich). Die Bezeichnung „Apfelträger“ (μηλοϕόροι / mēlophóroi) stammt aus der griechischen Geschichtsschreibung und ist von den vergoldeten Füßen der von den Gardisten getragenen Lanzen abgeleitet, welche die Form eines Apfels (μηλο) besaßen, wobei in diesem Sinne Granatäpfel zu verstehen sind.

## Geschichte
Erstmals unter Hinweis auf die Beschaffenheit ihrer Lanzenfüße werden die Apfelträger in den Historien des Herodot erwähnt, als Bestandteil der Streitmacht des Großkönigs Xerxes I. anlässlich der Invasion Griechenlands im Jahr 480 v. Chr. Allerdings dürfte die Einheit noch älteren Ursprungs sein, denn schon Kyros II. hatte über eine Gardetruppe verfügt, in der später unter anderem Dareios I. dem Großkönig Kambyses II. bei dessen Ägyptenfeldzug als Lanzenträger diente. Das Korps hatte eine Mannstärke von 1.000, die aus den tapfersten Söhnen der persischen Adelskaste rekrutiert wurden. Im Frieden diente es als Leib- und Palastwache und im Krieg umringte es auf dem Schlachtfeld den auf seinem Streitwagen stehenden Großkönig. Innerhalb der Marschordnung marschierten die Apfelträger offenbar in zwei Formationen zu je 500 Mann jeweils vor und hinter dem Streitwagen des Großkönigs, wobei die in der Front marschierende Formation die Spitzen ihrer Lanzen zu Boden gesenkt hielt. Entgegen der älteren Lehrmeinung werden die Apfelträger in jüngeren Untersuchungen nicht mehr als Bestandteil des 10.000-Mann-Heers der „Unsterblichen“, sondern als separate Einheit betrachtet, da die Unsterblichen als das regulär stehende Heer vornehmlich aus Kriegern einfacher Herkunft aus den Ethnien der Perser, Meder und Elamiten zusammengesetzt wurden, während das Gardekorps einzig dem persischen Adel vorbehalten war. In dieser Begünstigung manifestierte sich in der Garde der Vorrang der persischen Herrscherkaste gegenüber derjenigen der von den Großkönigen zuvor unterworfenen Völker. Zugleich konnte der Großkönig damit die Elite seines Stammes in einem Loyalitätsverhältnis an sich binden.
Entsprechend ihrer Mannstärke wurden die Apfelträger von einem „Tausendschaftführer“ (altpersisch: hazarapatiš, altgriechisch: chiliarchos) kommandiert, der aufgrund der herausragenden Bedeutung dieser Einheit von den Großkönigen stets aus Personen des engsten persönlichen Vertrauens ausgewählt wurde. Wegen ihrer herausgehobenen Stellung in der Heeresordnung hat das Kommando über die Garde im weiteren geschichtlichen Verlauf einen Bedeutungswandel erfahren. Die Tausendschaftführer hatten neben der Schutzfunktion für den Großkönig zunehmend auch Aufgaben in der Palast- und Staatsverwaltung überantwortet bekommen, bis ihre Stellung der eines Wesirs entsprach, der als „zweiter Mann im Staat“ gelegentlich die Regentschaft über das Reich übernehmen konnte. Besondere Bekanntheit erlangte dabei die Chiliarchen Artabanos († 464 v. Chr.) und Bagoas († 336 v. Chr.), die durch die Ermordung dreier Großkönige die Staatsführung an sich bringen konnten. Dabei erweiterte sich auch der militärische Aufgabenbereich des Chiliarchen, der unter den letzten Achämeniden auch andere Truppenteile, wie zum Beispiel die Kavallerie in der Schlacht bei Issos (333 v. Chr.), ins Feld führen konnte.
Das persische Gardekorps selbst tritt erst in der Schlacht von Gaugamela (331 v. Chr.) gegen Alexander den Großen wieder namentlich in Erscheinung, wenngleich seine Anwesenheit auch bei Issos wahrscheinlich ist. Auch von Arrian und Diodor werden die Gardisten dabei mit ihrem Spitznamen „Apfelträger“ bezeichnet. Zusammen mit dem Großkönig flohen sie nach der verlorenen Schlacht in die Persis. Welche Rolle sie bei dessen Ermordung spielten, in die der Chiliarch Nabarzanes verwickelt war, ist nicht bekannt. Im Zuge einer Orientalisierung seiner Verwaltungs- und Heeresstrukturen hatte Alexander nach der Ergreifung des Bessos 329 v. Chr. die Apfelträgergarde in sein Heer integriert und ihr die Angehörigen des höchsten persischen Adels zugeteilt, darunter auch Oxyathres, ein Bruder Dareios’ III. Das Hofamt des Chiliarchen wurde nun an Hephaistion übertragen, wobei allerdings unklar bleibt, ob dieser auch das Kommando über die Apfelträger übernommen hat, da dessen militärisches Kommando bis zu seinem Tod 324 v. Chr. eine Hipparchie der makedonischen Hetairenreiterei war. Arrian berichtet lediglich, dass die Apfelträger in die Bataillone (taxei) der Makedonen integriert wurden, aber auch hiernach bildeten sie einen eigenen Truppenteil. Letztlich bleibt die Kommandostruktur der Garde unter Alexander damit im Unklaren.
Als Alexander im Frühjahr 324 v. Chr. in Opis zehntausend seiner makedonischen Veteranen entlassen hatte, wurden diese durch persische Krieger gleicher Anzahl ersetzt, wobei es sich wahrscheinlich um „Unsterbliche“ gehandelt hat. Dabei werden die Apfelträger erneut als separater Bestandteil des alexandrinischen Heeres erwähnt. Sie ergänzten fortan die makedonische Garde (agēma) der Schildträger (hypaspistes) und bildeten mit 500 in purpurnen und apfelgrünen oder weißen Roben gekleideten Soldaten den äußersten Ring um den Thron in Alexanders großem Audienzzelt. Neben den makedonischen Gardisten marschierend eskortierten die Apfelträger 321 v. Chr. Alexanders Leichenzug aus Babylon hinaus, der dann nach Ägypten umgeleitet wurde. Dies ist zugleich ihre letzte Erwähnung.
Bekannte Gardekommandanten (Chiliarchen) waren:
- Gobryas unter Dareios I.
- Atabarnos unter Xerxes I. und Artaxerxes I.[15]
- Menostanes unter Sogdianos[16]
- Tithraustes unter Artaxerxes II.[7]
- Bagoas unter Artaxerxes III., Arses und Dareios III.
- Nabarzanes unter Dareios III.